# Amt Flintbek
L’Amt Flintbek est un amt, c'est-à-dire une forme d'intercommunalité du Schleswig-Holstein, dans l'arrondissement de Rendsburg-Eckernförde, dans le Nord de l'Allemagne. Il regroupe quatre municipalités.

## Histoire
L'Amt Flintbek a été créé en 1970 lors de la réformeu. Le 1er juin 2023, l'Amt a fusionné avec le bureau de Molfsee pour former l'Amt d'Eidertal dont le siège est à Flintbek. La  commune de Flintbek a alors renoncé à l'administration à plein temps.

## Source de la traduction
- (de) Cet article est partiellement ou en totalité issu de l’article de Wikipédia en allemand intitulé « Amt Flintbek » (voir la liste des auteurs).